# Aspidosperma
Genre
Classification phylogénétique

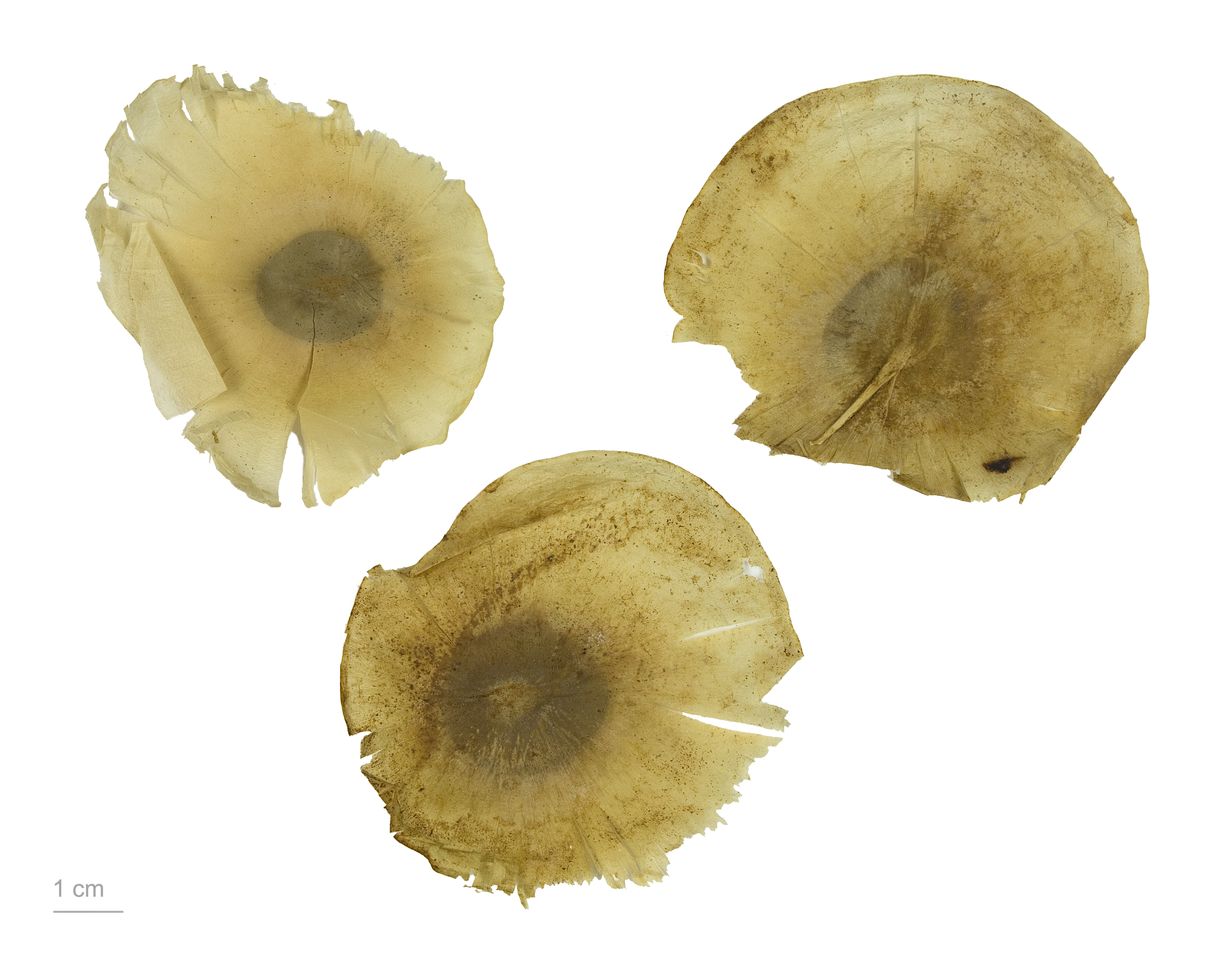
Aspidosperma sp. au Muséum de Toulouse.

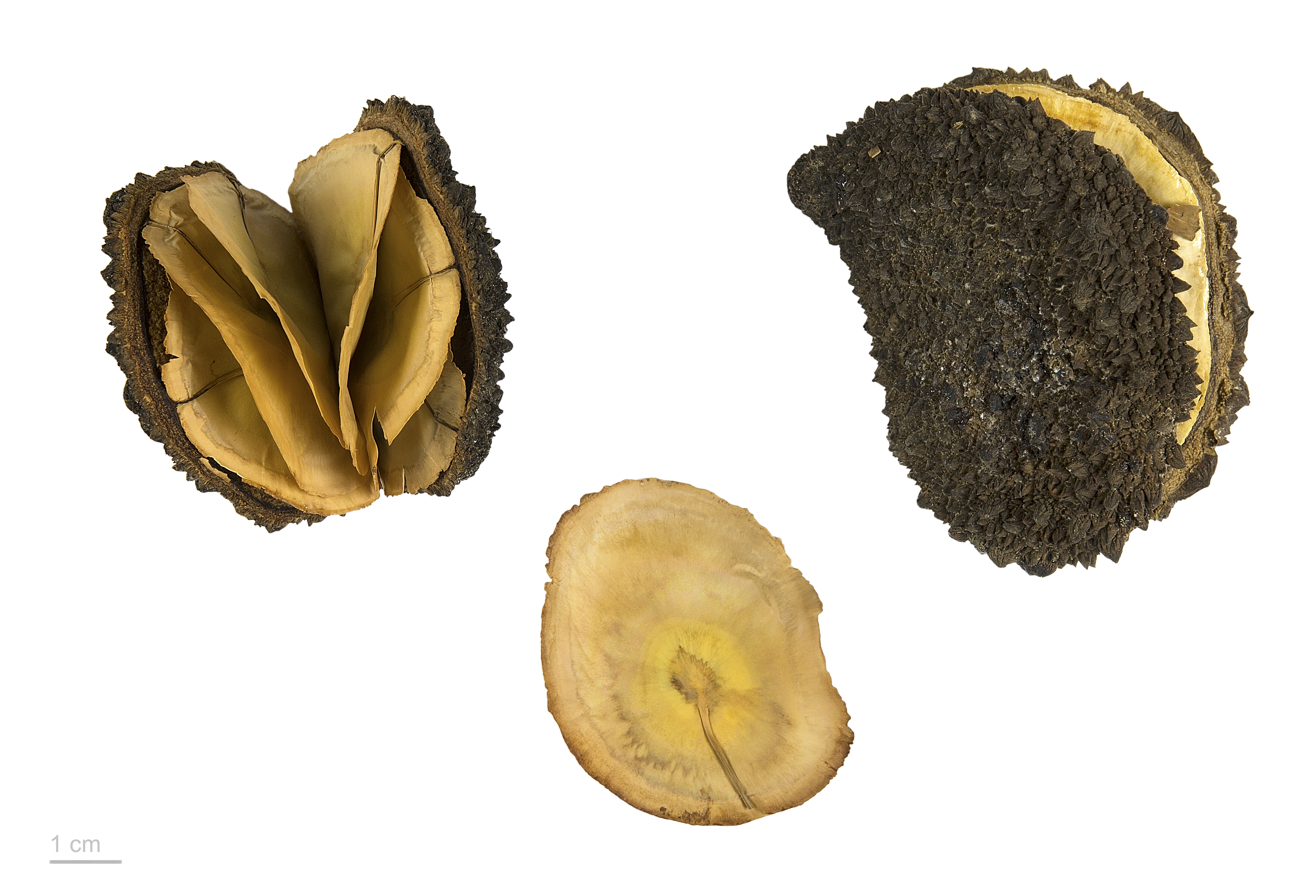
Aspidosperma carapanauba au Muséum de Toulouse.

Aspidosperma est un genre de plantes à fleurs de la famille des Apocynacées. Ce sont des arbres et des arbustes originaires d'Amérique du Sud. Leurs feuilles sont généralement alternes, leurs petites fleurs sont réunies en cymes et leurs graines sont ailées.

## Étymologie
Le mot aspidosperma est formé à partir des deux mots grecs ἀσπίς (aspis, -idos), bouclier et σπέρμα (spérma), semence, graine.

## Liste des espèces
Note : Cette liste n'est pas exhaustive et pourrait inclure des synonymes.
- Aspidosperma acreanum Markgraf
- Aspidosperma album (Vahl) Benth. ex Pichon
- Aspidosperma amapa Markgraf
- Aspidosperma aquaticum Ducke
- Aspidosperma araracanga Marcondes-Ferreira
- Aspidosperma argenteum Müll. Arg.
- Aspidosperma auriculatum Markgraf
- Aspidosperma australe Müll. Arg. in C. Martius
- Aspidosperma brevifolium Rusby
- Aspidosperma camporum Müll. Arg. in C. Martius
- Aspidosperma capitatum L.O. Williams
- Aspidosperma carapanauba Pichon
- Aspidosperma centrale Markgraf
- Aspidosperma chodatii Hassl. ex Markgr.
- Aspidosperma compactinervium Kuhlm.
- Aspidosperma cruentum Woodson
- Aspidosperma curranii Standley
- Aspidosperma cuspa (Kunth) S. F. Blake ex Pittier
- Aspidosperma cylindricum Muell. Arg.
- Aspidosperma cylindrocarpon Müll. Arg.
- Aspidosperma darienense Woodson ex Dwyer
- Aspidosperma decipiens Müll. Arg.
- Aspidosperma decussatum Woodson
- Aspidosperma desmanthum Benth. ex Müll. Arg.
- Aspidosperma discolor A. DC.
- Aspidosperma dispermum Müll. Arg. in C. Martius
- Aspidosperma duckei Huber
- Aspidosperma ecuadorense Woodson
- Aspidosperma elatum Little
- Aspidosperma elliptica Rusby
- Aspidosperma exalatum Monach.
- Aspidosperma excelsum Benth.
- Aspidosperma fendleri Woodson
- Aspidosperma gardneri Müll. Arg.
- Aspidosperma glaucum Monach.
- Aspidosperma gomezianum A. DC.
- Aspidosperma guaraniticum Malme
- Aspidosperma helstonei Donsel.
- Aspidosperma horko-kebracho Speg.
- Aspidosperma inundatum Ducke
- Aspidosperma jaunechense A. Gentry
- Aspidosperma lagoense Müll. Arg.
- Aspidosperma leucomelanum Müll. Arg.
- Aspidosperma lucentivenium S. F. Blake
- Aspidosperma macrocarpon Mart.
- Aspidosperma macrophyllum Müll. Arg.
- Aspidosperma marcgravianum Woodson
- Aspidosperma megalocarpon Müll. Arg.
- Aspidosperma megaphyllum Woodson
- Aspidosperma multiflorum A. DC.
- Aspidosperma myristicifolium (Markgr.) Woodson
- Aspidosperma nanum Markgraf
- Aspidosperma neblinae Monach.
- Aspidosperma nemorale Handro
- Aspidosperma nitidum Benth. ex Müll. Arg.
- Aspidosperma nobile Müll. Arg. in C. Martius
- Aspidosperma oblongum A. DC.
- Aspidosperma obscurinervium Azambuja
- Aspidosperma occidentale Markgraf
- Aspidosperma olivaceum Müll. Arg. in C. Martius
- Aspidosperma pachypterum Müll. Arg. in C. Martius
- Aspidosperma parviflorum A. DC.
- Aspidosperma pichonianum Woodson
- Aspidosperma pohlianum Müll. Arg.
- Aspidosperma polyneuron Müll. Arg.
- Aspidosperma populifolium A. DC.
- Aspidosperma pyricollum Müll. Arg. in C. Martius
- Aspidosperma pyrifolium C. Martius
- Aspidosperma quadriovulatum Pittier
- Aspidosperma quebracho-blanco Schltdl.
- Aspidosperma quirandy Hassler
- Aspidosperma ramiflorum Müll. Arg.
- Aspidosperma rauwolfioides Markgr.
- Aspidosperma reductum (Hassler) Woodson
- Aspidosperma riedelii Müll. Arg. in C. Martius
- Aspidosperma rigidum Rusby
- Aspidosperma rojasii Hassl.
- Aspidosperma sandwithianum Markgr.
- Aspidosperma schultesii Woodson
- Aspidosperma sessiliflorum Müll. Arg.
- Aspidosperma spruceanum Benth. ex Mull. Arg.
- Aspidosperma stegomeris (Woodson) Woodson
- Aspidosperma steyermarkii Woodson
- Aspidosperma subincanum Mart.
- Aspidosperma tomentosum C. Martius
- Aspidosperma triternatum N. Rojas
- Aspidosperma ulei Markgraf
- Aspidosperma venosum Müll. Arg.
- Aspidosperma verbascifolium Müll. Arg.
- Aspidosperma verruculosum Müll. Arg.
- Aspidosperma warmingii Müll. Arg.